# 金匮公园
31°29′51″N 120°18′26″E / 31.49745°N 120.30711°E
金匮公园，是位于中华人民共和国江苏省无锡市滨湖区的一个免费公园。

## 特点
金匮公园位于高浪路南侧、贡湖大道西侧、观山路北侧，立德道东侧，占地65万平方米，是无锡市人民政府重点推进的市民项目。该地是无锡市市区最大的免费赏樱点，约有5000株樱花。旁边有无锡地铁一号线金匮公园站。

## 图库

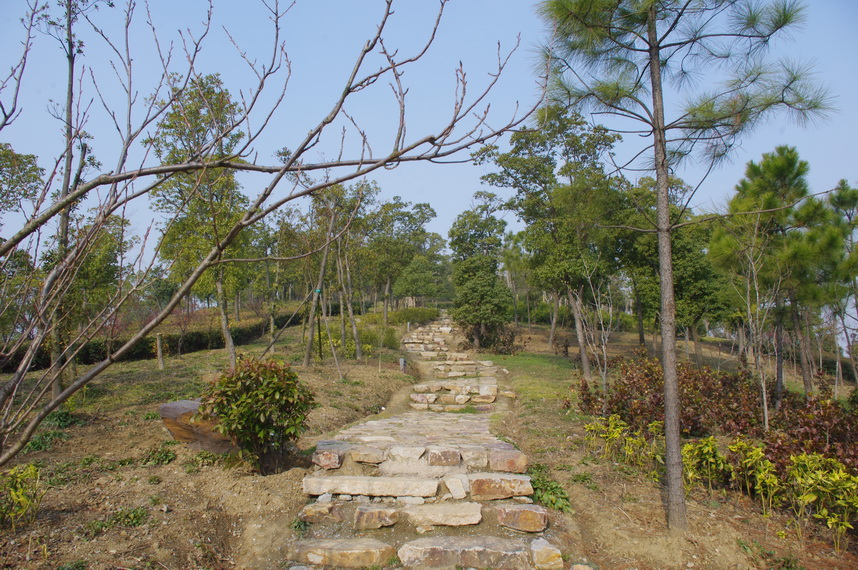
金匮公园
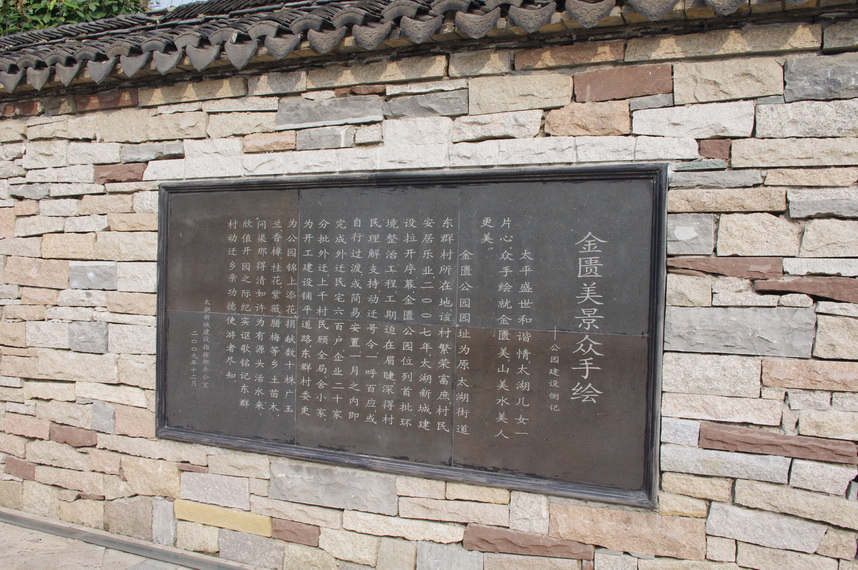
金匮公园
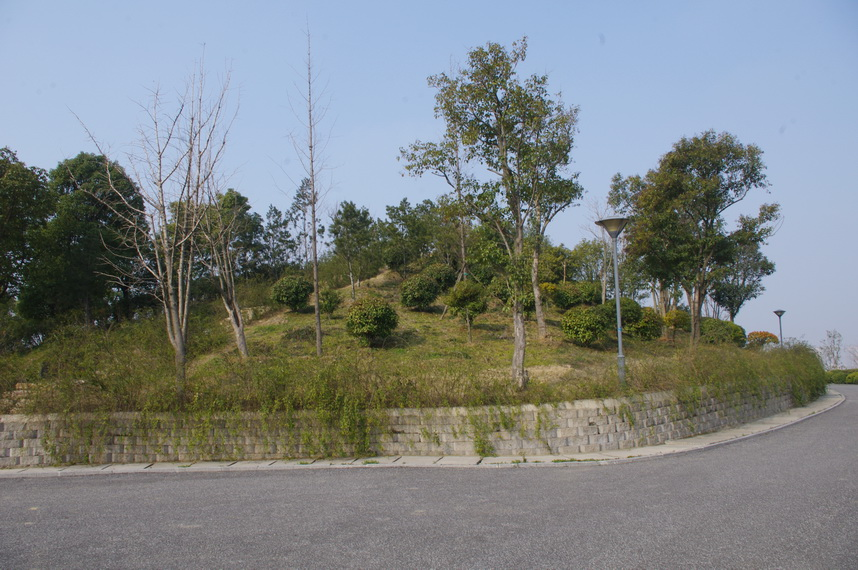
金匮公园
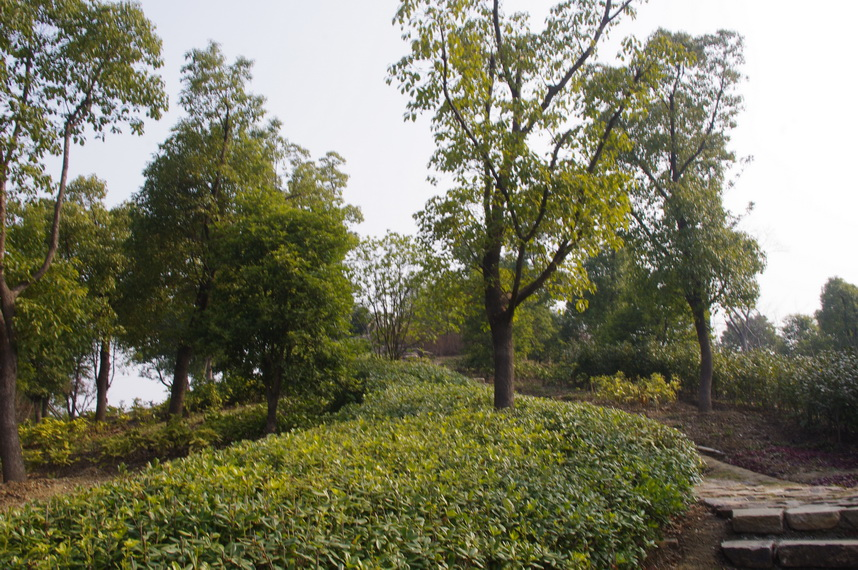
金匮公园
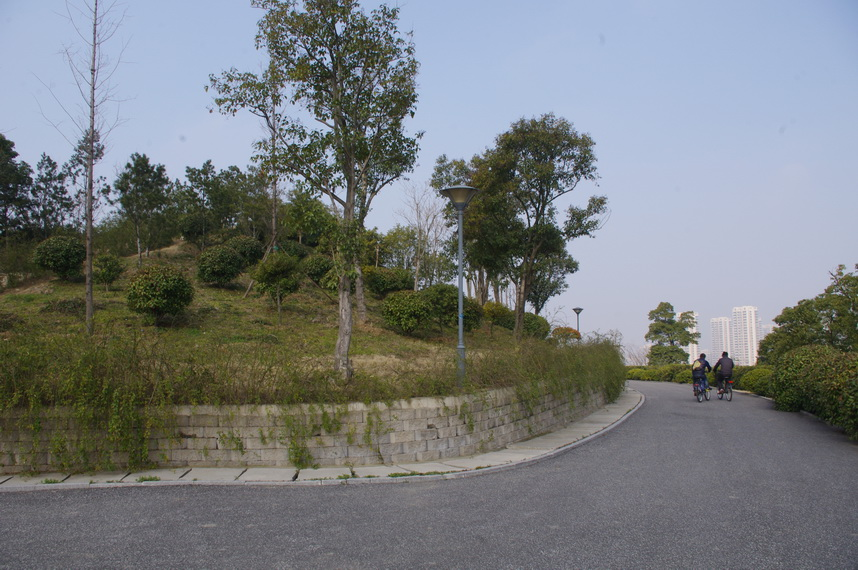
金匮公园
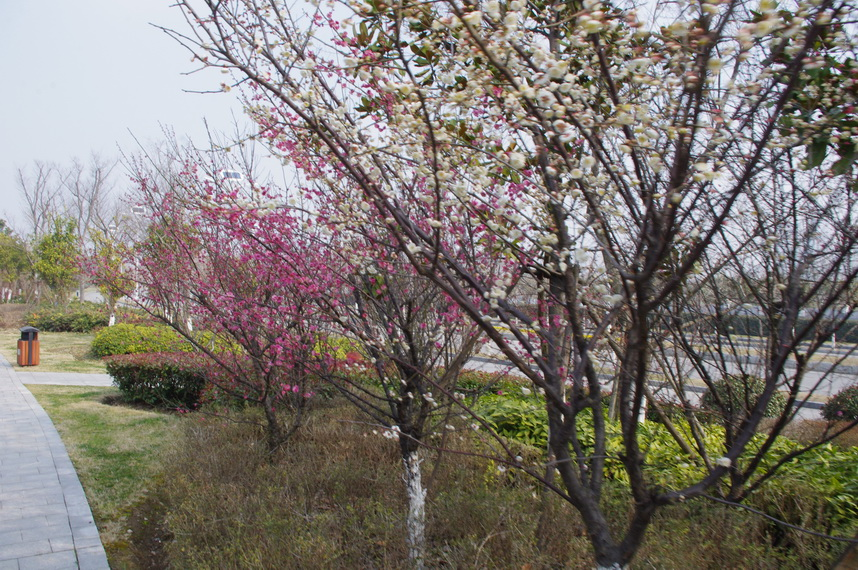
金匮公园的樱花